# Хатфилд, Ричард
Ричард Беннетт Хатфилд (англ. Richard Bennett Hatfield; 9 апреля 1931, Вудсток, Нью-Брансуик — 26 апреля 1991, Оттава) — канадский государственный деятель, премьер-министр Нью-Брансуика (1970—1987) и сенатор Канады (1990—1991).

## Биография
Родился в апреле 1931 года в Вудстоке (Нью-Брансуик). Шестой ребёнок в семье Эбера Гарольда Хатфилда и Доры Хатфилд. Отец Ричарда был крупным торговцем картофелем, впоследствии сделавшим также политическую карьеру как мэр Хартленда (Нью-Брансуик) и депутат Палаты общин Канады (с 1940 по 1952 год). Мальчика назвали в честь Ричарда Бэдфорда Беннетта, друга семьи Хатфилдов и единственного уроженца Нью-Брансуика, ставшего премьер-министром Канады.
Вырос в Хартленде, где окончил среднюю школу. По окончании Розесейского подготовительного колледжа продолжил образование в Новой Шотландии, где в 1952 году окончил Университет Акадия со степенью бакалавра искусств, а в 1956 году — Университет Дэлхаузи со степенью бакалавра права. В том же году получил адвокатскую лицензию и в течение полугода был практикующим адвокатом в Труро.
В 1957—1958 годах занимал должность секретаря-референта Гордона Черчилла, министра торговли в федеральном правительстве Канады, однако, разочаровавшись в федеральной политике, в 1958 году вернулся в Нью-Брансуик и занял должность менеджера по продажам в семейной фирме. Продолжал работу в семейном бизнесе до 1965 года.
Когда в 1961 году после поражения консерваторов на провинциальных выборах в Нью-Брансуике бывший премьер провинции Хью Джон Флемминг подал в отставку как депутат от графства Карлтон, в этом избирательном округе были проведены довыборы в Законодательное собрание Нью-Брансуика. Их победителем стал Ричард Хатфилд. Он был переизбран в провинциальный парламент от этого графства также в 1963 и 1967 годах. В 1966 году впервые стал кандидатом на пост лидера Прогрессивно-консервативной партии, но не сумел победить на внутрипартийных выборах. В 1968 году стал лидером консервативной фракции в Законодательном собрании, а на следующий год победил на новых выборах лидера партии.
В октябре 1970 года на очередных провинциальных выборах консерваторы под руководством Хатфилда нанесли поражение либералам Луи-Жозефа Робишо, и в ноябре в возрасте 39 лет Хатфилд стал премьер-министром Нью-Брансуика. Его партия выигрывала провинциальные выборы ещё трижды подряд — в 1974, 1978 и 1982 годах, — и в итоге Хатфилд оставался премьер-министром на протяжении 17 лет, рекордный срок в истории Нью-Брансуика.
Консервативный кабинет Хатфилда продолжал взятый его предшественником-либералом курс на достижение равных прав для франкоязычного меньшинства Нью-Брансуика. Консерваторы реализовали принятый правительством Робишо закон об официальных языках, при этом Хатфилд, на федеральном уровне игравший важную роль в патриации конституции Канады и принятии Канадской хартии прав и свобод, добился включения в Конституционный акт пункта о праве языковых меньшинств на обучение на родном языке. При Хатфилде, в 1977 году, Нью-Брансуик стал членом Франкофонии — международной организации франкоязычных наций. Кабинет Хатфилда также предпринимал шаги по достижению равноправия для женщин, и при этом премьере в Нью-Брансуике был учреждён консультативный совет по правам женщин.
Среди политических реформ Хатфилда было принятие закона о финансировании политических партий и реорганизация избирательной системы Нью-Брансуика, в рамках которой выборы начали проводиться в одномандатных округах, число которых было увеличено. Правительство Хатфилда учредило Совет по делам молодёжи Нью-Брансуика, консультативный совет премьера по искусствам и совет премьер-министра по статусу инвалидов. Нацеленность Хатфилда на модернизацию привела к началу выпуска в Нью-Брансуике спортивного автомобиля Bricklin SV-1 с акриловым корпусом, однако это производство оказалось недолговечным. При правительстве Хатфилда в Нью-Брансуике была также построена АЭС Пуант-Лепро. Одновременно на деятельность премьера влиял его интерес к истории и культурному наследию Нью-Брансуика, и в 1980-е годы его правительство организовало реставрацию исторического здания Законодательного собрания, построенного в 1882 году.
На федеральном уровне, помимо деятельного участия в конституционном процессе, Хатфилд стал сооснователем Совета премьеров приморских провинций. Он был активным сторонником пересмотра Индейского закона с целью возвращения гражданских прав женщинам коренных народов Канады.
В 1984 году Хатфилд стал фигурантом скандала. В багаже премьера, сопровождавшего королеву Елизавету II в ходе её визита в Канаду, при досмотре был обнаружен 35-граммовый пакетик с марихуаной. Королевская канадская конная полиция начала расследование по делу о хранении наркотиков, и дело было передано в суд. Хатфилд в публичных выступлениях заявлял, что найденный пакетик ему не принадлежит и что он не знает, как марихуана попала в его багаж. В январе 1985 года суд признал премьера невиновным в инкриминируемом ему правонарушении; судья, принимавший решение по делу, высказал предположение, что марихуану мог подбросить в багаж политика кто-то из журналистов, чтобы получить «особенно сочный материал». Несмотря на оправдание, позиции Хатфилда как лидера Прогрессивно-консервативной партии Нью-Брансуика оказались подорваны, и на выборах 1987 года консерваторы потерпели разгромное поражение, не получив ни одного места в Законодательном собрании провинции.
После поражения на выборах Хатфилд ушёл с поста лидера партии. В 1988 году он был избран в совет попечителей Бивербрукской картинной галереи во Фредериктоне, а в сентябре 1990 года премьер-министр Канады Брайан Малруни назначил его сенатором. Срок пребывания Хатфилда в Сенате, однако, оказался недолгим: в апреле 1991 года он умер в Оттаве от неоперабельной опухоли мозга. В рамках завещания Хатфилда Бивербрукская картинная галерея учредила мемориальный фонд, средства из которого идут на приобретение произведений канадских авторов и демонстрацию экспонатов из её коллекции в школах и других картинных галереях Нью-Брансуика.

## Признание заслуг
В апреле 1982 года, после принятия Конституционного акта, Ричард Хатфилд был включён в Тайный совет королевы для Канады. Он также был почётным членом исполнительного комитета Нью-Брансуикского отделения Канадского Красного Креста и провинциального совета бойскаутов Канады.
Индейские народы микмаков и малеситов присвоили Хатфилду почётное имя Вождь Раскат Грома (англ. Chief Rolling Thunder). Помимо этого, он был лауреатом премии Канадско-израильской дружбы, почётным доктором права четырёх университетов Нью-Брансуика и почётным доктором политологии Университета Святой Анны в Новой Шотландии. В 2002 году, с учреждением ордена Нью-Брансуика, Хатфилд посмертно стал одним из первых его кавалеров.